# Olympische Sommerspiele 1984/Leichtathletik – 100 m (Frauen)

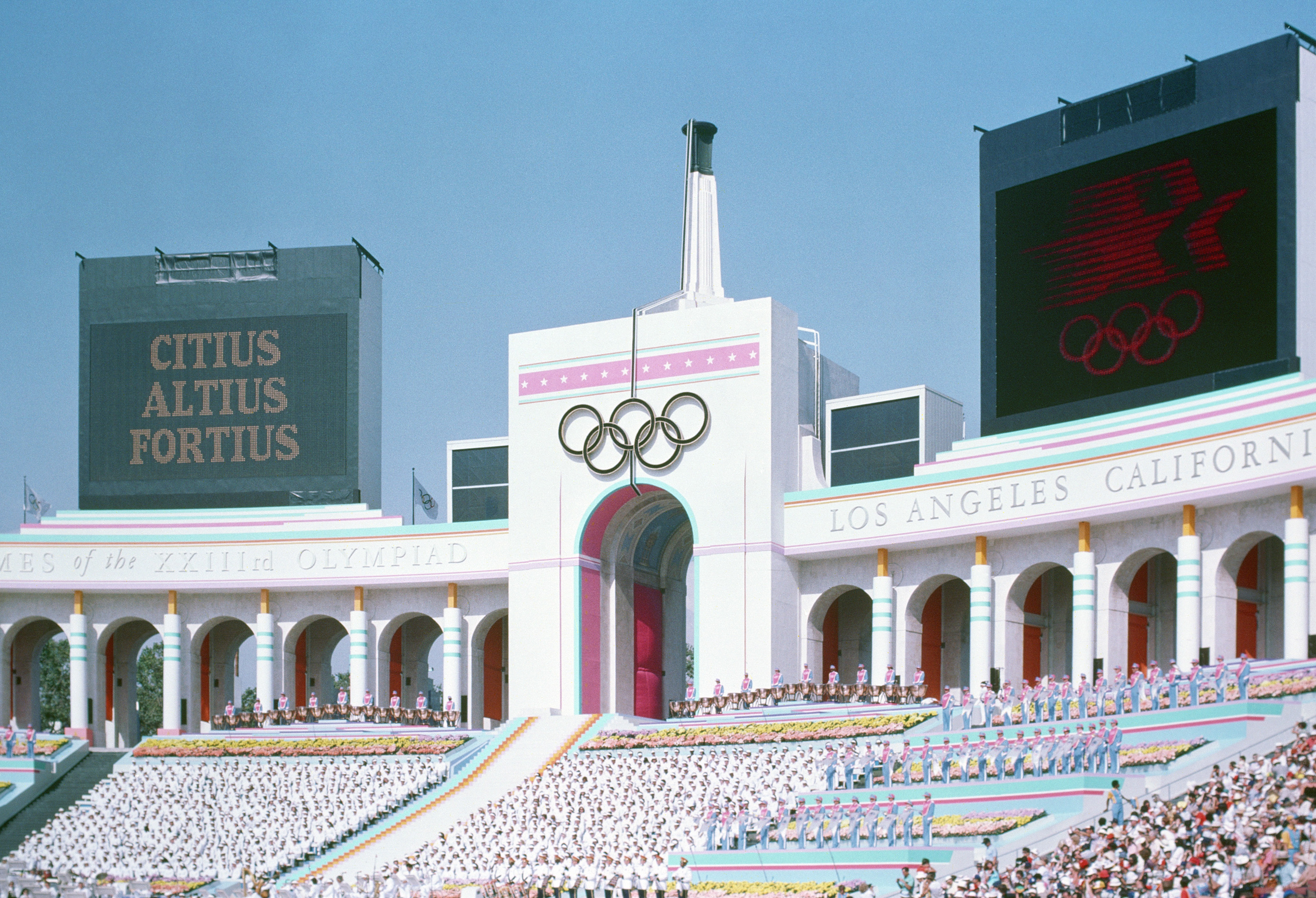
Blick auf des Eingangstor des Los Angeles Memorial Coliseum

Der 100-Meter-Lauf der Frauen bei den Olympischen Spielen 1984 in Los Angeles wurde am 4. und 5. August 1984 im Los Angeles Memorial Coliseum ausgetragen. 46 Athletinnen nahmen teil.
Olympiasiegerin wurde die US-Amerikanerin Evelyn Ashford. Sie gewann vor ihrer Landsfrau Alice Brown und der Jamaikanerin Merlene Ottey-Page.
Die Bundesrepublik Deutschland wurde durch Heidi-Elke Gaugel vertreten, die im Halbfinale ausschied.

Läuferinnen aus der Schweiz, Österreich und Liechtenstein nahmen nicht teil. Athletinnen aus der DDR waren wegen des Olympiaboykotts ebenfalls nicht dabei.

## Aktuelle Titelträgerinnen
| Olympiasiegerin 1980                      | Ljudmila Kondratjewa ( Sowjetunion)    | 11,06 s | Moskau 1980   |
| Weltmeisterin 1983                        | Marlies Göhr ( DDR)                    | 10,97 s | Helsinki 1983 |
| Europameisterin 1982                      | Marlies Göhr ( DDR)                    | 11,01 s | Athen 1982    |
| Panamerikanische Meisterin 1983           | Esmeralda de Jesus Garcia ( Brasilien) | 11,31 s | Caracas 1983  |
| Zentralamerika und Karibik-Meisterin 1983 | Luisa Ferrer ( Kuba)                   | 11,52 s | Havanna 1983  |
| Südamerika-Meisterin 1983                 | Esmeralda de Jesus Garcia ( Brasilien) | 11,6 s  | Santa Fe 1983 |
| Asienmeisterin 1983                       | Lydia de Vega ( Philippinen)           | 11,82 s | Kuwait 1983   |
| Afrikameisterin 1982                      | Alice Adala ( Kenia)                   | 11,6 s  | Kairo 1982    |

## Rekorde

### Bestehende Rekorde
| Weltrekord         | 10,79 s | Evelyn Ashford ( USA)              | Colorado Springs, USA          | 3. Juli 1983  |
| Olympischer Rekord | 11,01 s | Annegret Richter ( BR Deutschland) | Halbfinale OS Montreal, Kanada | 25. Juli 1976 |

### Rekordverbesserung
Die US-amerikanische Olympiasiegerin Evelyn Ashford verbesserte den bestehenden olympischen Rekord im Finale am 5. August bei einem Gegenwind von 1,2 m/s um vier Hundertstelsekunden auf 10,97 s. Sie unterbot damit als erste Sprinterin bei Olympischen Spielen die Marke von elf Sekunden. Ihren eigenen Weltrekord verfehlte sie um achtzehn Hundertstelsekunden.

## Vorrunde
Datum: 4. August 1984
Für die Vorrunde wurden die 46 Teilnehmerinnen in sechs Läufe gelost. Das Viertelfinale erreichten die pro Lauf ersten fünf Athletinnen. Darüber hinaus kamen die zwei Zeitschnellsten, die sogenannten Lucky Loser, weiter. Die direkt qualifizierten Athletinnen sind hellblau, die Lucky Loser hellgrün unterlegt.
Erstmals schickte Gabun Sportler zur olympischen Leichtathletik. Gisèle Ongollo in Lauf fünf war die erste Leichtathletin des afrikanischen Landes bei Olympischen Spielen.
Mit sechzehn Jahren war Gillian Forde aus Trinidad und Tobago die jüngste Teilnehmerin. Binta Jambane aus Mosambik war mit 42 Jahren die Seniorin im Starterfeld.
Die schnellste Vorlaufzeit erzielte Evelyn Ashford mit 11,06 s in Lauf drei. Mit 12,55 s war Binta Jambane in Lauf zwei die langsamste Teilnehmerin, die sich für das Viertelfinale qualifizieren konnte. Semra Aksu lief mit 11,86 s die schnellste Zeit der nicht für die zweite Runde qualifizierten Läuferinnen.

### Vorlauf 1
Wind: +0,5 m/s, Temperatur: 26 °C
| Platz | Name                  | Nation              | Zeit    |
| ----- | --------------------- | ------------------- | ------- |
| 1     | Jeanette Bolden       | USA                 | 11,25 s |
| 2     | Rose-Aimée Bacoul     | Frankreich          | 11,36 s |
| 3     | Els Vader             | Niederlande         | 11,43 s |
| 4     | Gillian Forde         | Trinidad und Tobago | 11,76 s |
| 5     | Ruth Enang Mesode     | Kamerun             | 11,81 s |
| 6     | Semra Aksu            | Türkei              | 11,86 s |
| 7     | Barbara Ingiro        | Papua-Neuguinea     | 12,19 s |
| 8     | Eugenia Osho-Williams | Sierra Leone        | 12,57 s |

### Vorlauf 2
Wind: −0,2 m/s, Temperatur: 26 °C
| Platz | Name                      | Nation              | Zeit    |
| ----- | ------------------------- | ------------------- | ------- |
| 1     | Pauline Davis             | Bahamas             | 11,51 s |
| 2     | Juliet Cuthbert           | Jamaika             | 11,83 s |
| 3     | Christa Schumann-Lottmann | Guatemala           | 12,04 s |
| 4     | Françoise M'Pika          | Volksrepublik Kongo | 12,54 s |
| 5     | Binta Jambane             | Mosambik            | 12,55 s |
| 6     | Miriama Tuisorisori       | Fidschi             | 13,04 s |

### Vorlauf 3
Wind: +1,4 m/s, Temperatur: 26 °C
| Platz | Name                 | Nation         | Zeit    |
| ----- | -------------------- | -------------- | ------- |
| 1     | Evelyn Ashford       | USA            | 11,06 s |
| 2     | Grace Jackson        | Jamaika        | 11,24 s |
| 3     | Heather Oakes        | Großbritannien | 11,32 s |
| 4     | Teresa Rioné         | Spanien        | 11,55 s |
| 5     | France Gareau        | Kanada         | 11,66 s |
| 6     | Doris Wiredu         | Ghana          | 11,85 s |
| 7     | Jabou Jawo           | Gambia         | 12,10 s |
| 8     | Walapa Tangjitsusorn | Thailand       | 12,18 s |

### Vorlauf 4
Wind: +1,0 m/s, Temperatur: 26 °C
| Platz | Name                      | Nation                   | Zeit    |
| ----- | ------------------------- | ------------------------ | ------- |
| 1     | Alice Brown               | USA                      | 11,15 s |
| 2     | Liliane Gaschet           | Frankreich               | 11,42 s |
| 3     | Angela Bailey             | Kanada                   | 11,56 s |
| 4     | Esmeralda de Jesus Garcia | Brasilien                | 11,63 s |
| 5     | Cécile Ngambi             | Kamerun                  | 11,67 s |
| 6     | Evelyn Farrell            | Niederländische Antillen | 11,94 s |
| 7     | Lee Yeong-suk             | Südkorea                 | 12,06 s |
| 8     | Divina Estrella           | Dominikanische Republik  | 12,25 s |

### Vorlauf 5
Wind: +0,2 m/s, Temperatur: 26 °C
| Platz | Name               | Nation                  | Zeit    |
| ----- | ------------------ | ----------------------- | ------- |
| 1     | Angella Taylor     | Kanada                  | 11,23 s |
| 2     | Helinä Marjamaa    | Finnland                | 11,43 s |
| 3     | Shirley Thomas     | Großbritannien          | 11,91 s |
| 4     | Felicia Candelario | Dominikanische Republik | 12,12 s |
| 5     | Nzaeli Kyomo       | Tansania                | 12,26 s |
| 6     | Maya Bentzur       | Israel                  | 12,30 s |
| 7     | Grace-Ann Dinkins  | Liberia                 | 12,35 s |
| 8     | Gisèle Ongollo     | Gabun                   | 12,40 s |

### Vorlauf 6
Wind: +2,4 m/s, Temperatur: 26 °C
| Platz | Name               | Nation              | Zeit    |
| ----- | ------------------ | ------------------- | ------- |
| 1     | Merlene Ottey-Page | Jamaika             | 11,26 s |
| 2     | Heidi-Elke Gaugel  | BR Deutschland      | 11,38 s |
| 3     | Marie-France Loval | Frankreich          | 11,51 s |
| 4     | Eldece Clark       | Bahamas             | 11,61 s |
| 5     | Angela Williams    | Trinidad und Tobago | 11,74 s |
| 6     | Lydia de Vega      | Philippinen         | 11,85 s |
| 7     | Ruperta Charles    | Antigua und Barbuda | 12,04 s |
| 8     | Marie-Ange Wirtz   | Seychellen          | 12,61 s |

## Viertelfinale
Datum: 4. August 1984
In den vier Läufen qualifizierten sich die jeweils ersten vier Athletinnen (hellblau unterlegt) für das Halbfinale.
Die schnellste Viertelfinalzeit liefen Evelyn Ashford in Lauf eins und Merlene Ottey-Page in Lauf zwei. Beide erzielten jeweils 11,21 s. Mit 11,82 s qualifizierte sich Cécile Ngambi und lief damit die langsamste Zeit der Qualifikanten. Els Vader war mit 11,56 s die schnellste Sprinterin, die sich nicht für die nächste Runde qualifizieren konnte.

### Lauf 1

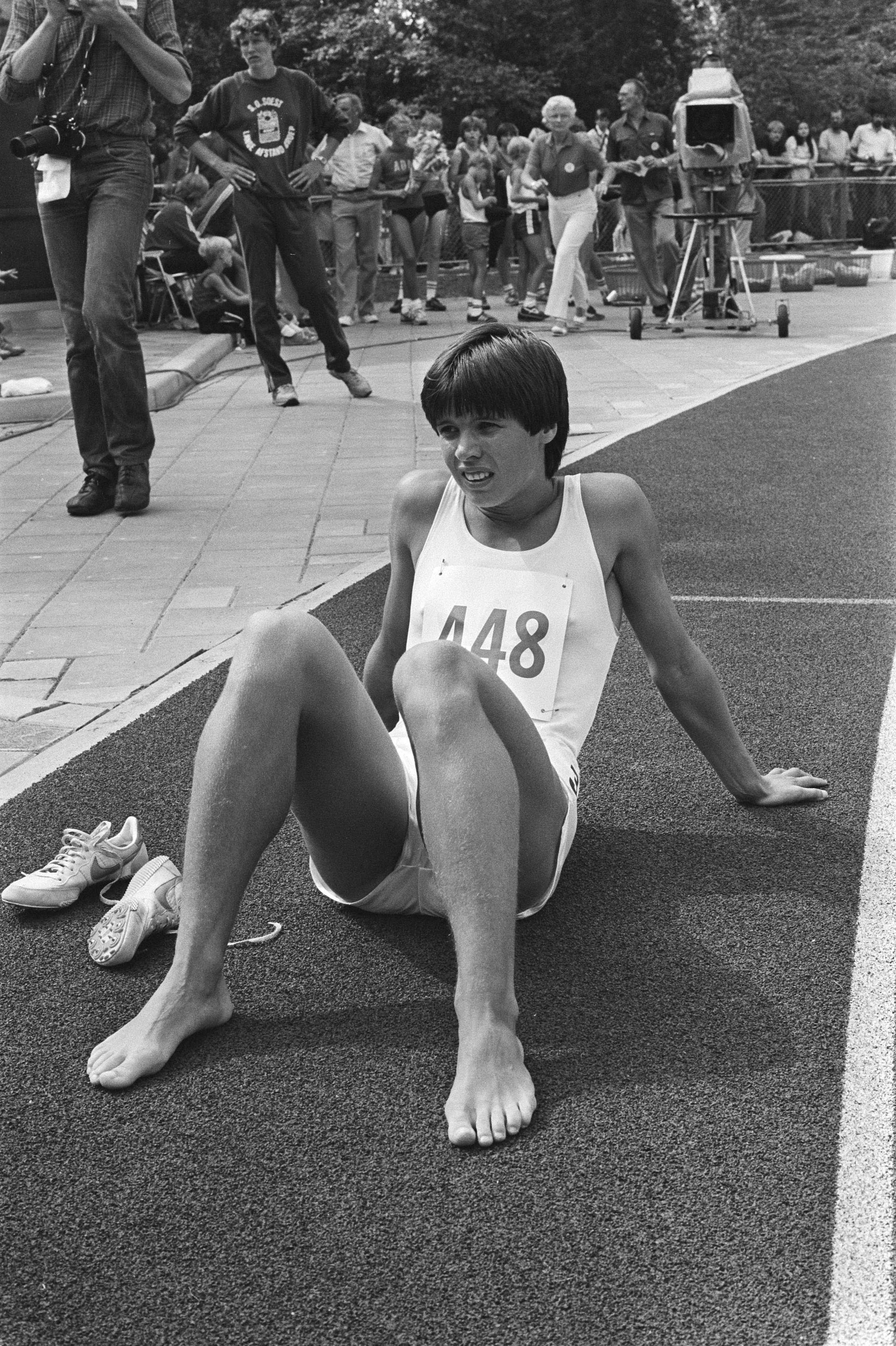
Els Vader – ausgeschieden als Fünfte des ersten Viertelfinals

Wind: −1,4 m/s, Temperatur: 25 °C
| Platz | Name              | Nation              | Zeit    |
| ----- | ----------------- | ------------------- | ------- |
| 1     | Evelyn Ashford    | USA                 | 11,21 s |
| 2     | Angela Bailey     | Kanada              | 11,47 s |
| 3     | Heidi-Elke Gaugel | BR Deutschland      | 11,50 s |
| 4     | Liliane Gaschet   | Frankreich          | 11,51 s |
| 5     | Els Vader         | Niederlande         | 11,56 s |
| 6     | Angela Williams   | Trinidad und Tobago | 11,89 s |
| 7     | Doris Wiredu      | Ghana               | 12,00 s |
| 8     | Binta Jambane     | Mosambik            | 12,57 s |

### Lauf 2
Wind: −0,3 m/s, Temperatur: 25 °C
| Platz | Name               | Nation              | Zeit    |
| ----- | ------------------ | ------------------- | ------- |
| 1     | Merlene Ottey-Page | Jamaika             | 11,21 s |
| 2     | Rose-Aimée Bacoul  | Frankreich          | 11,37 s |
| 3     | Angella Taylor     | Kanada              | 11,42 s |
| 4     | Cécile Ngambi      | Kamerun             | 11,82 s |
| 5     | Gillian Forde      | Trinidad und Tobago | 11,86 s |
| 6     | Lydia de Vega      | Philippinen         | 11,97 s |
| 7     | Shirley Thomas     | Großbritannien      | 12,13 s |
| 8     | Françoise M'Pika   | Volksrepublik Kongo | 12,60 s |

### Lauf 3
Wind: −2,3 m/s, Temperatur: 25 °C
| Platz | Name                      | Nation                  | Zeit    |
| ----- | ------------------------- | ----------------------- | ------- |
| 1     | Alice Brown               | USA                     | 11,35 s |
| 2     | Helinä Marjamaa           | Finnland                | 11,51 s |
| 3     | Heather Oakes             | Großbritannien          | 11,54 s |
| 4     | Juliet Cuthbert           | Jamaika                 | 11,71 s |
| 5     | Eldece Clarke             | Bahamas                 | 11,85 s |
| 6     | France Gareau             | Kanada                  | 11,88 s |
| 7     | Christa Schumann-Lottmann | Guatemala               | 12,23 s |
| DNS   | Felicia Candelario        | Dominikanische Republik |         |

### Lauf 4
Wind: −0,5 m/s, Temperatur: 25 °C
| Platz | Name                      | Nation     | Zeit    |
| ----- | ------------------------- | ---------- | ------- |
| 1     | Grace Jackson             | Jamaika    | 11,38 s |
| 2     | Jeanette Bolden           | USA        | 11,42 s |
| 3     | Marie-France Loval        | Frankreich | 11,56 s |
| 4     | Pauline Davis             | Bahamas    | 11,61 s |
| 5     | Teresa Rioné              | Spanien    | 11,76 s |
| 6     | Esmeralda de Jesus Garcia | Brasilien  | 11,82 s |
| 7     | Ruth Enang Mesode         | Kamerun    | 12,02 s |
| 8     | Nzaeli Kyomo              | Tansania   | 12,53 s |

## Halbfinale
Datum: 5. August 1984
In den beiden Halbfinalläufen qualifizierten sich jeweils die ersten Vier (hellblau unterlegt) für das Finale.
Wieder erzielte Evelyn Ashford die schnellste Zeit, diesmal 11,03 s im ersten Lauf.

### Lauf 1

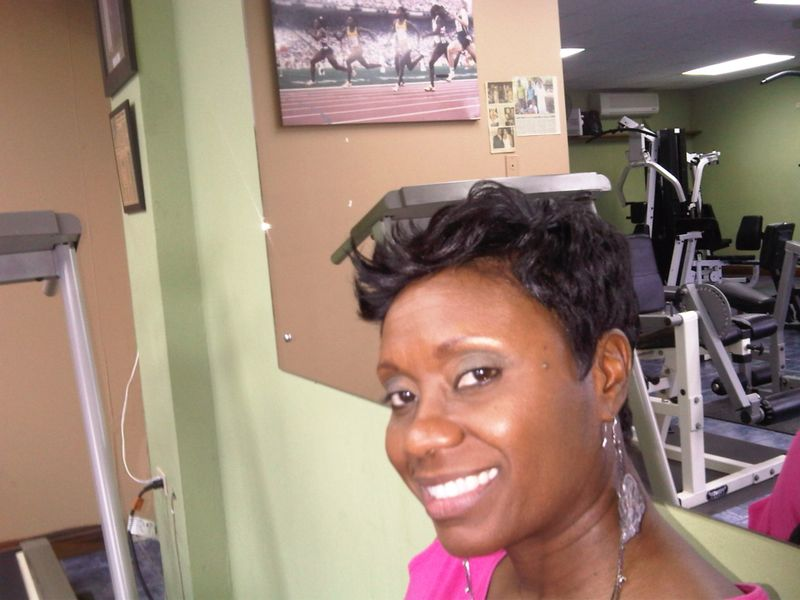
Juliet Cuthbert – ausgeschieden als Achte des zweiten Halbfinals

Wind: −1,8 m/s, Temperatur: 27 °C
| Platz | Name               | Nation     | Zeit    |
| ----- | ------------------ | ---------- | ------- |
| 1     | Evelyn Ashford     | USA        | 11,03 s |
| 2     | Merlene Ottey-Page | Jamaika    | 11,17 s |
| 3     | Grace Jackson      | Jamaika    | 11,27 s |
| 4     | Angella Taylor     | Kanada     | 11,36 s |
| 5     | Helinä Marjamaa    | Finnland   | 11,37 s |
| 6     | Marie-France Loval | Frankreich | 11,64 s |
| 7     | Liliane Gaschet    | Frankreich | 11,68 s |
| 8     | Cécile Ngambi      | Kamerun    | 11,91 s |

### Lauf 2
Wind: −1,8 m/s, Temperatur: 27 °C
| Platz | Name              | Nation         | Zeit    |
| ----- | ----------------- | -------------- | ------- |
| 1     | Alice Brown       | USA            | 11,31 s |
| 2     | Jeanette Bolden   | USA            | 11,48 s |
| 3     | Angela Bailey     | Kanada         | 11,54 s |
| 4     | Heather Oakes     | Großbritannien | 11,57 s |
| 5     | Rose-Aimée Bacoul | Frankreich     | 11,58 s |
| 6     | Heidi-Elke Gaugel | BR Deutschland | 11,62 s |
| 7     | Pauline Davis     | Bahamas        | 11,70 s |
| 8     | Juliet Cuthbert   | Jamaika        | 11,80 s |

## Finale
- Merlene Ottey-Page, 1980 Olympiadritte
über 200 Meter, gewann Bronze,
vier Tage später kam über 200 Meter
eine zweite Bronzemedaille hinzu

Datum: 5. August 1984

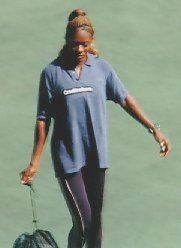
Merlene Ottey-Page, 1980 Olympiadritte über 200 Meter, gewann Bronze, vier Tage später kam über 200 Meter eine zweite Bronzemedaille hinzu

Wind: −1,2 m/s, Temperatur: 27 °C
| Platz | Name               | Nation         | Zeit    | Anmerkung |
| ----- | ------------------ | -------------- | ------- | --------- |
| 1     | Evelyn Ashford     | USA            | 10,97 s | OR        |
| 2     | Alice Brown        | USA            | 11,13 s |           |
| 3     | Merlene Ottey-Page | Jamaika        | 11,16 s |           |
| 4     | Jeanette Bolden    | USA            | 11,25 s |           |
| 5     | Grace Jackson      | Jamaika        | 11,39 s |           |
| 6     | Angela Bailey      | Kanada         | 11,40 s |           |
| 7     | Heather Oakes      | Großbritannien | 11,43 s |           |
| 8     | Angella Taylor     | Kanada         | 11,62 s |           |

Für das Finale hatten sich drei US-Amerikanerinnen, zwei Jamaikanerinnen, zwei Kanadierinnen und eine Britin qualifiziert. Mit Evelyn Ashford stellten die Vereinigten Staaten die Favoritin. Bedingt durch den Olympiaboykott der DDR konnte Ashfords Erzrivalin Marlies Göhr nicht antreten. So entfiel das Duell zwischen Weltrekordlerin Ashford und Weltmeisterin Göhr. Kandidatinnen für die weiteren Medaillen waren die Jamaikanerin Merlene Ottey-Page sowie die beiden weiteren US-Amerikanerinnen Alice Brown und Jeanette Bolden.
Den schnellsten Start im Finale erwischten Jeanette Bolden und Alice Brown, doch Ashford konnte schnell Boden gutmachen und die Führung übernehmen. Zur Hälfte des Rennens führte Ashford vor Brown. So ging es auch ins Ziel und Evelyn Ashford erzielte trotz Gegenwindes einen neuen Olympiarekord. Dabei unterbot sie als erste Läuferin bei Olympischen Spielen überhaupt die 11-Sekunden-Marke. Hinter Alice Brown verhinderte die Jamaikanerin Merlene Ottey-Page einen totalen Erfolg der Gastgeber, für Jeanette Bolden blieb der vierte Platz vor Ottey-Pages Landsfrau Grace Jackson.
Merlene Ottey-Page gewann die erste jamaikanische Medaille über 100 Meter der Frauen.

## Videolinks
- 1984 Olympics 100m Final - Women - Evelyn Ashford, youtube.com, abgerufen am 14. Januar 2018
- Evelyn Ashford - Women's 100m - 1984 Olympic Games, youtube.com, abgerufen am 13. November 2021